# Hyllinge glasbruk
Hyllinge glasbruk var ett glasbruk i Hyllinge i Skåne. Det var i drift mellan 1962 och 1978.

## Konstnärer knutna till glasbruket
- Bengt Orup 1963-1966[2].